# 요론다 로스

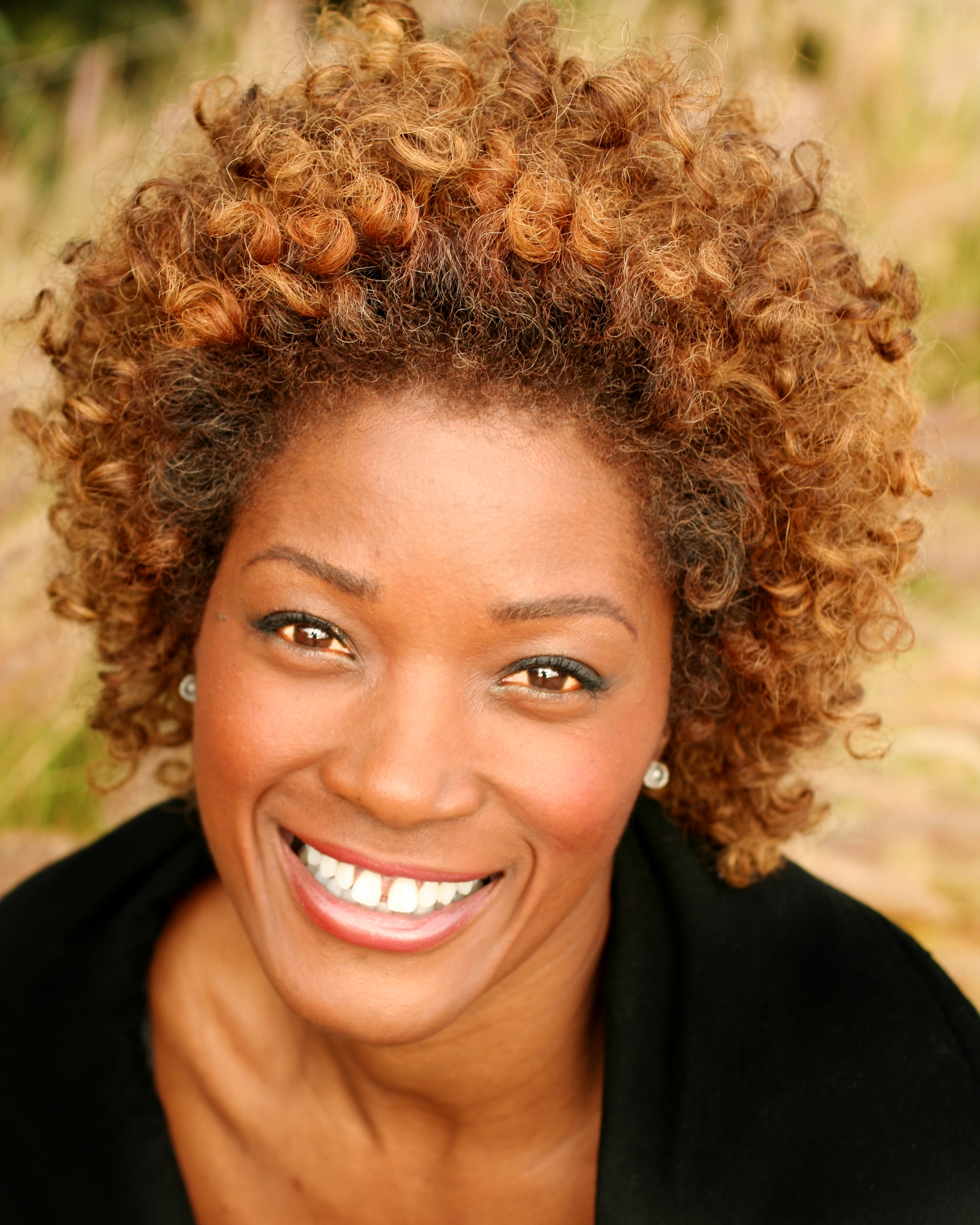

욜란다 로스(Yolonda Ross, 영어 발음: /joʊˈlɑːndə/)는 미국의 배우, 작가이다. Yolonda는 Yolanda의 다른 표기이다.
오마하에서 태어났다.

## 출연 작품
- 아웃 오브 블루 (2018년) - 제이니 역
- 리틀 맨 (2016년)
- 더 배드 배치 (2016년)
- 키스 미, 킬 미 (2015년)
- 메도우랜드 (2015년)
- 라일라 & 이브 (2015년)
- 아프리카 우주 비행사 (2014년)
- 고 포 시스터즈 (2013년)
- 포 (2012년)
- 옐링 투 더 스카이 (2011년) - 로렌 오하라 역
- 왓에버 웍스 (2009년)
- 해피버스데이 (2008년)
- 초크 (2008년)
- 가드너 오브 에덴 (2007년)
- 아임 낫 데어 (2007년)
- 나는 칸느영화제 가려고 포르노를 찍는다 (2006년)
- 숏버스 (2006년) - 포스터스 역
- 거시기가 큰 (2005년)
- 대니 앤 앨리스 (2005년)
- 마인드 더 갭 (2004년)
- 유나이티드 스테이츠 오브 리랜드 (2003년)
- 앤트원 피셔 (2002년)
- 스트레인저 인사이드 (2001년) - 트레져 역

### 텔레비전
- 더 겟 다운 시즌1 (2016년) - 그린 역
- 더 치 시즌2
- 트레메 2